# Burg Vredevort
Die Burg Vredevort ist eine abgegangene spätmittelalterliche Burg bei der Gemeinde Geeste im niedersächsischen Landkreis Emsland am Ostufer der Ems.
1379 bestätigt der Knappe Nikolaus von Langen dem Münsteraner Bischof Potho von Pothenstein, dass er von ihm die Erlaubnis erhalten habe, in der Bauerschaft Geeste eine Burg mit einem Haus, einer Wohnung und Befestigungen nach seinem Gutdünken zu erbauen. Der Gebrauch des Wortes „zimmern“ in der Urkunde beinhaltet eine zumindest teilweise Bauweise aus Holz. Der Name der Burg wird mit „Vredevort“ angegeben. Die Burg soll zudem erbliches Lehen und Offenhaus des Bischofs von Münster sein. Die Burg ist schon vor 1400 wahrscheinlich durch die Grafschaft Tecklenburg zerstört worden. Denn im Friedensvertrag von 1400 zwischen dem Grafen Claus von Tecklenburg und dem Bischof von Münster wird das zerstörte „Schloss Vredevort“ erwähnt. Der Graf verzichtet in dem Abkommen darauf und gesteht dem Bischof das Recht zu, die Burg wieder aufbauen zu dürfen. Dies ist aber nie geschehen.
Von der Burg zeugte bis in die 1970er noch die Flur „Borg“, ein 64 × 52 m großes, leicht erhöhtes Gelände, an dessen Seiten zwei Eintiefungen möglicherweise Reste des Burggrabens darstellten. Diese letzten Spuren der Burg wurden bei der Flurbereinigung in den 1970ern eingeebnet. Zuvor ist das Gelände schon in den 1960ern planiert worden.